# Нордрах
Нордрах (њем. Nordrach) општина је у њемачкој савезној држави Баден-Виртемберг. Једно је од 51 општинског средишта округа Ортенау. Према процјени из 2010. у општини је живјело 2.024 становника. Посједује регионалну шифру (AGS) 8317085.

## Географски и демографски подаци
Нордрах се налази у савезној држави Баден-Виртемберг у округу Ортенау. Општина се налази на надморској висини од 297 метара. Површина општине износи 37,8 km². У самом мјесту је, према процјени из 2010. године, живјело 2.024 становника. Просјечна густина становништва износи 54 становника/km².